# Pulitzer-Preis 1933
Der Pulitzer-Preis 1933 war die 17. Verleihung des renommierten US-amerikanischen Literaturpreises. Es wurden Preise in zehn Kategorien im Bereich Journalismus und dem Bereich Literatur, Theater und Musik vergeben.
Die Jury bestand aus 14 Personen, unter anderem dem Präsidenten der Columbia-Universität Nicholas Murray Butler und Ralph Pulitzer, Sohn des Pulitzer-Preis-Stifters und Herausgeber der New York World.

## Preisträger
| Kategorie                                     | Preisträger                            | Begründung |
| --------------------------------------------- | -------------------------------------- | --- |
| Dienst an der Öffentlichkeit (Public Service) | New York World-Telegram                | Preis verliehen für die Artikelserien über Unregelmäßigkeiten im Lotteriesystem, die Veteranenhilfe, eine Kampagne über die Kommunalwahl in New York und Immobilienanleihen.                    |
| Berichterstattung (Reporting)                 | Francis A. Jamieson, Associated Press  | Preis verliehen für die schnelle und vollständige Berichterstattung über die Entführung des Sohns von Charles Lindbergh, beginnend am 1. März bis zur Entdeckung des Leichnams am 12. Mai 1932. |
| Korrespondenz (Correspondence)                | Edgar Ansel Mowrer, Chicago Daily News | Preis verliehen für seinen andauernde Berichterstattung über den Wahlkampf von Adolf Hitler und die politische Krise in Deutschland.                                                            |
| Leitartikel (Editorial Writing)               | Unbekannter Autor, Kansas City Star    | Preis verliehen für seine Leitartikel zu nationalen und internationalen Themen. |
| Karikatur (Editorial Cartooning)              | H. M. Talburt, Washington Daily News   | Preis verliehen für The Light of Asia. |

| Kategorie                                                   | Preisträger                                                              |
| ----------------------------------------------------------- | ------------------------------------------------------------------------ |
| Roman (Novel)                                               | The Store von Thomas Sigismund Stribling                                 |
| Theater (Drama)                                             | Both Your Houses von Maxwell Anderson                                    |
| Geschichte (History)                                        | The Significance of Sections in American History von Frederick J. Turner |
| Biographie oder Autobiographie (Biography or Autobiography) | Grover Cleveland von Allan Nevins                                        |
| Dichtung (Poetry)                                           | Conquistador von Archibald MacLeish                                      |